# Maria Valéria Rezende
Maria Valéria Rezende (Santos, 1942) é uma escritora brasileira.

## Biografia
Integrou a direção nacional da Juventude Estudantil Católica e, após o golpe de 1964, abrigou em sua casa militantes que lutavam contra o regime militar. Entrou para a Congregação de Nossa Senhora – Cônegas de Santo Agostinho em 1965.
Graduou-se em Língua e Literatura Francesa pela Universidade de Nancy e em Pedagogia pela PUC-SP. Fez mestrado em Sociologia na Universidade Federal da Paraíba. Na década de 1960 começou a trabalhar com educação popular, atuando em diferentes regiões do país e em todos os continentes, em programas de formação de educadores. Viveu no sertão de Pernambuco em  Recife e Olinda de dezembro de 1972 a 1976. Mudou-se para a Paraíba em 1976, morando no Brejo Paraibano e, desde 1988, em João Pessoa.

## Carreira literária
Estreou na literatura em 2001, com o livro Vasto Mundo. Ganhou o Prêmio Jabuti de 2009 na categoria literatura infantil com No risco do caracol,  em 2013, categoria juvenil, com Ouro dentro da cabeça e em 2015 nas categorias romance e Livro do Ano de Ficção, com Quarenta dias.
Em janeiro de 2017, recebeu o Prémio Casa de las Américas pelo livro Outros Cantos, e, pelo mesmo romance, ganhou o Prêmio São Paulo de Literatura e o terceiro  lugar no Prêmio Jabuti em novembro de 2017. Em 2020 é a terceira classificada do Prémio Oceanos de Literatura, com o livro "Carta à Rainha Louca".
É uma das idealizadoras do coletivo literário feminista Mulherio das Letras.

## Obra

### Romance
- O Voo da Guará Vermelha – 2005, Objetiva, 2015 Alfaguara  (finalista do prêmio Zaffari & Bourbon 2007) - Traduzido e publicado na França (Metailié,  2008), na Espanha (em espanhol, Alfaguara,  e em catalão, Club Editor), 2008 e 2009, publicado também em Portugal, 2008, Oficina da Palavra.
- Quarenta Dias - 2014, Alfaguara - (1° lugar do Prêmio Jabuti  2015, romance e do Jabuti Livro do ano de ficção; semi-finalista do Prêmio Oceanos 2015); finalista do Prêmio Estado do Rio de Janeiro)
- Vasto Mundo  2001, Ed Beca, (Finalista do prêmio cidade de Belo Horizonte 1998);  2015, (nova versão) Alfaguara
- Outros cantos (2016) - Selecionado para patrocínio pela Petrobras Cultural -  Alfaguara/Cia das Letras. Prêmio Casa de las Américas de 2017, prêmio Jabuti 2017, 3* lugar, categoria romance,  Prêmio São Paulo,  2017, melhor romance.   [6]
- Carta à Rainha Louca (2019) - Alfaguara

### Contos e crônicas
- Modo de Apanhar Pássaros à Mão - 2006, Objetiva (Semi-finalista do prêmio Portugal-Telecom em 2007, selo Altamente recomendável para jovens, da FNLIJ))
- A face serena - (no prelo) a sair em 2017 pela ed. Penalux, Guaratinguetá  - (Menção honrosa no Prêmio Lucílio Varejão, Cidade do Recife em 2008 [sob o título "A utilidade da cobra"]; menção honrosa no prêmio Cidade de Belo Horizonte em 2013).
- Histórias nada sérias, ed. Escaleras, João Pessoa, 2017
- Participa com contos em várias coletâneas no Brasil e no exterior - Argentina, Itália, França, USA)

### Haicais
- No Risco do Caracol - 2008, Autêntica (Prêmio Jabuti, infantil, 2o. lugar, 2009)
- Conversa de Passarinhos – Haikais para crianças de todas as idades (com Alice Ruiz) - 2008, Iluminuras  (Finalista do prêmio Jabuti, juvenil, em 2009)
- Hai-Quintal - Haicais descobertos no quintal – 2011, Autêntica
- Ninho de haicais - 2018, Casa Verde

### Infantil e juvenil
- O Arqueólogo do Futuro - 2006, Planeta
- O Problema do Pato - 2007, Planeta
- No Risco do Caracol - 2008, Autêntica (Prêmio Jabuti, infantil, 2o. lugar, 2009)
- Conversa de Passarinhos – Haikais para crianças de todas as idades (com Alice Ruiz) - 2008, Iluminuras  (Finalista do prêmio Jabuti, juvenil, em 2009)
- Histórias daqui e d'acolá – 2009, Autêntica
- Hai-Quintal - Haicais descobertos no quintal – 2011, Autêntica
- Ouro Dentro da Cabeça  - 2012, Autêntica - (Prêmio Jabuti, juvenil, 3o. lugar, 2013)
- Jardim de Menino Poeta - 2012, Planeta
- Vampiros e outros sustos - 2013, Dimensão
- Uma Aventura Animal - 2013, Editora DSOP

### Obras publicadas no exterior
- Vaste monde, traduzido por Paula Anacaona, collection Terra, Editions Anacaona, Paris, 2017.
- O voo da guará vermelha - Oficina do Livro, 2007, Portugal;
- Le vol de l’ibis rouge - Editions Métaillié, Paris 2008
- El vuelo de la ibis escarlata -   Alfaguara/Santillana – Madrid – 2008
- El vol de l’ibis roig.  Edição em catalão– Editor Club – Barcelona, 2008.

Antologias
- Il sud di dentro, Il Segno dei Gabrielli Editori, Verona, 1997.
- Antologia I ed. "Le mie parole altrui", Giovanne Holden,   Lucca,  2007.
- Desacordo Ortográfico – Livro do Dia – Lisboa, 2010.
- Cuentos en tránsito- Antología de narrativa brasileña - Alfaguara - Argentina - 2014.